# Logic analyzer
De logic analyzer is een meetinstrument dat dient om digitale signalen van computerhardware op te nemen en te analyseren. Omdat dit een relatief nieuw specialistisch apparaat is wordt de Engelse benaming gebruikt. Verder wordt het ook gebruikt om alle types van digitale circuits te bestuderen en analyseren.
Met de logic analyzer kunnen bijvoorbeeld de digitale gegevens van een CPU, een geheugenchip, of de signalen naar de harde schijf bekeken worden. Daarbij worden over het algemeen een groot aantal kanalen tegelijkertijd opgenomen. Het aansluiten van de meetkabels gebeurt meestal met een clip die over de te meten processor geplaatst wordt en waarbij tegelijkertijd contact gemaakt wordt met alle contactpennen. Het meetinstrument wordt vooral gebruikt bij het ontwerp van snelle computerhardware. De snelheid waarmee de logic analyzer signalen kan opnemen moet daarbij groter zijn dan de te analyseren schakeling, omdat anders kortdurende toestanden in de signalen gemist kunnen worden.
Verdere bewerking kan op het apparaat of in de computer gebeuren. Zo kunnen signalen bijvoorbeeld omgezet worden naar de voor processor instructiecode-mnemonic.
Er zijn verschillende mogelijkheden om het gebruik van een (dure) logic analyzer te omzeilen. Zo zijn er software debuggers, waarmee processoren (gesimuleerd) stap voor stap hun instructies uitvoeren. Sommige processoren zijn daar zelfs op aangepast. Verder zijn er simulatieprogramma's waarmee een ontwerp getest kan worden, voordat het gemaakt wordt. Voor het detecteren van stoorpulsen of bij snelheidsproblemen van hardware is de logic analyzer nog steeds onontbeerlijk.

## Meetinstrument
De logic analyzer heeft een bepaald aantal ingangen. Dit aantal is minimum 16+1 (16 signalen + 1 klok-signaal), maar kan in stappen van 16(17) of 32(34) oplopen tot vele honderden. Die ingangen worden telkens gelijktijdig ingelezen.
De ingelezen signalen worden daarna vergeleken met een door de gebruiker instelbare referentiewaarde. Wanneer het signaal groter is dan de referentie, wordt het beschouwd als een logische '1', wanneer het lager is, als een logische '0'.
Deze logische enen en nullen worden opgeslagen in een geheugen. Nadat dit gebeurd is, worden deze weergegeven op het scherm. Afhankelijk van de instellingen van de Logic Analyzer kan dan de opname bekeken (geanalyseerd) worden, of worden de volgende waarden ingelezen. In principe kan dit oneindig doorgaan. 
Meestal zal men een bepaalde combinatie van signalen en/of klok-signalen instellen die de voorwaarde is om de Logic Analyzer een opname van alle signalen vast te laten leggen in het geheugen.
Eenmaal de analyzer gestopt is met inlezen, worden de gemeten enen en nullen weergegeven op het scherm.

## Weergavemodi
De gegevens kunnen op verschillende manieren weergegeven worden:
- tijd-formaat
- binair formaat
- hexadecimaal formaat
- mapping
- als instructiecodes voor de gebruikte CPU